# Divisione No. 4 (Alberta)
La Divisione No. 4 è una divisione censuaria dell'Alberta, in Canada, di 10 600 abitanti, che ha come capoluogo Hanna.

## Comunità
- Paesi
  - Hanna
  - Oyen

- Villaggi
  - Cereal
  - Consort
  - Empress
  - Veteran
  - Youngstown

- Frazioni
  - Altario
  - Bindloss
  - Cessford
  - Chinook
  - Compeer
  - Dorothy
  - Iddesleigh
  - Jenner
  - Kirriemuir
  - Monitor
  - New Brigden
  - Richdale
  - Sedalia
  - Sibbald
  - Sunnynook
  - Wardlow

- Distretti Municipali
  - Acadia No. 34

- Aree speciali
  - Special Area No. 2
  - Special Area No. 3
  - Special Area No. 4